# Любышь
Лю́бышь (устар. также Любошь, Любыша) — село в Дятьковском районе Брянской области, в составе Большежуковского сельского поселения. Расположено в 4 км от восточной окраины города Дятьково, на правом берегу Болвы.

## История
Упоминается с 1620-х годов как существующее село с Введенской церковью, в составе Хвощенской волости Брянского уезда. К началу XX века здесь действовала земская школа; в 1 половине XX века работал кирпичный завод.
С 1777 по 1922 село Любышь входило в Жиздринский уезд (Калужской, с 1920 Брянской губернии), в т.ч. с 1861 — в составе Улемльской волости. С 1922 в Дятьковской волости Бежицкого уезда, Дятьковском районе (с 1929). До 1954 года являлось центром Любышского сельсовета, в 1954-1961 — в Сосновском сельсовете.

## Достопримечательности
- Памятник архитектуры 2 половины XIX века — Введенская церковь[2]:, в которой венчалась писательница Александра Маринина.[3]

Церковь Введения во храм Божией Матери
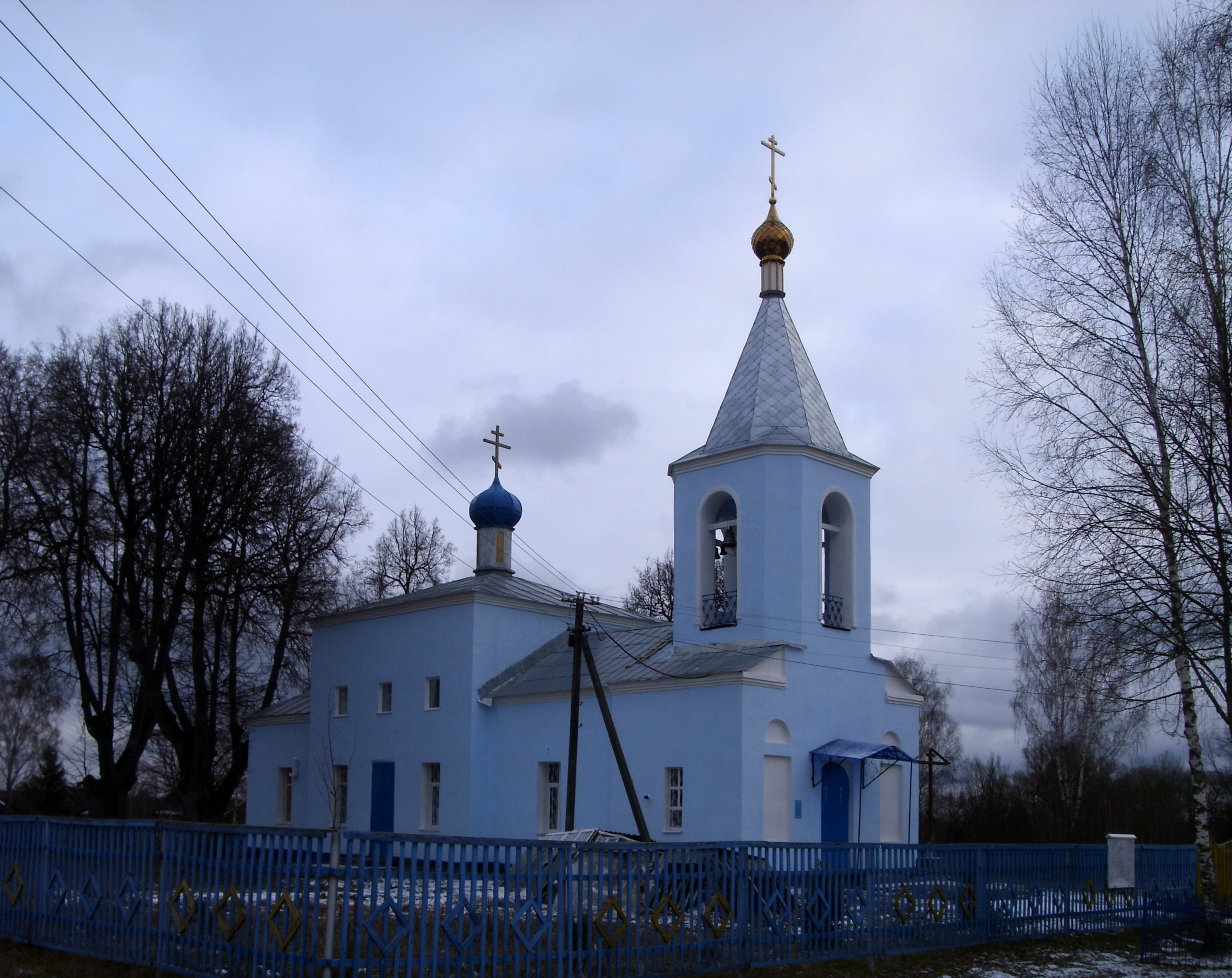